# Coux-et-Bigaroque
Coux-et-Bigaroque is een voormalige gemeente in het arrondissement Sarlat-la-Canéda in het Franse departement Dordogne in de regio Nouvelle-Aquitaine. In 2008 overleed hier de Nederlandse schaatser Anton Huiskes.

## Geschiedenis
Op 1 januari 2016 fuseerde de gemeente met Mouzens tot de commune nouvelle Coux et Bigaroque-Mouzens. De beide voormalige gemeenten kregen de status van commune déléguée maar die status werd op 1 januari 2020 opgeheven.

## Geografie
De oppervlakte van Coux-et-Bigaroque bedroeg 19,1 km², de bevolkingsdichtheid was 42,8 inwoners per km².
De onderstaande kaart toont de ligging van Coux-et-Bigaroque met de belangrijkste infrastructuur en aangrenzende gemeenten.

## Demografie
Onderstaande figuur toont het verloop van het inwonertal.